# WebKitGTK+
WebKitGTK+ é um motor de renderização para navegadores que foi desenvolvido baseado no KHTML. 

## Navegadores baseados em WebKitGTK
- Epiphany, navegador padrão do Gnome
- Midori